# Dietele țărilor (Austro-Ungaria)
Dietele Țărilor (adunări legislative proprii fiecăreia dintre țările Coroanei; în germană Landtag la singular și Landtage la plural) au existat în țările Coroanei Imperiului Austriac și, din 1867, ale jumătății austriece a Austro-Ungariei, cel mai târziu începând cu 1861; din 1910 a existat o dietă și în Bosnia și Herțegovina care era administrată în comun de Cisleithania și Transleithania. În 1918, ele au fost desfiinațate în favoarea noilor parlamente ale statelor succesoare și au fost păstrate ca parlamente provinciale (de:Landtag (Österreich)) doar în Austria. În regiunile alpine cedate Italiei au apărut începând cu 1972, ca urmare a dobândirii statutului de autonomie, parlamente provinciale atît în Tirolul de Sud, cât și în Trentino.
Parlamentul Regatului Ungariei, care până în 1867 a fost o dietă a țării, deci o dietă provincială, a redevenit după compromisul austro-ungar din 1867 o dietă regală. Parlamentul Regatului Croației și Slavoniei, o țară a coroanei maghiare, s-a numit mereu Sabor.

## Organizare și competențe
Până în 1848, dietele țărilor erau tradiționalele adunări ale stărilor. După revoluția de la 1848, acestea au fost desființate de către împăratul Francisc Iosif I și au fost reconvocate pentru prima dată după 1860, sub o nouă formă: cele 11 parlamente regionale ale celor 13 țări nemaghiare ale Coroanei (cele trei țări care, până în 1861, erau adunate sub numele de Litoralul austriac au pătrat un singur parlament regional comun) au fost înființate de către împărat în 26 februarie 1861 printr-o anexă la o patentă imperială, numită de juriști și de istorici Patenta din Februarie pentru a o deosebi ușor de alte corpusuri legislative precum Diploma din octombrie 1860 și Constituția din decembrie 1867.
Din 1861, unii membri ai dietei țării și-au primit locul din oficiu (de exemplu episcopii), în vreme ce alții erau aleși: unii reprezentanți ai „nobilimii avute și alți mari proprietari funciari” erau aleși potrivit diverselor legi ale pământului (de exemplu Zemské desky sau Landstandschaft), reprezentanții orașelor mari erau aleși în sfaturile orașelor respective, reprezentanții celorlalte localități erau desemnați în cadrul alegerilor districtuale, iar reprezentanții camerelor de comerț erau de asemenea aleși în mod intern — în parte în cadrul unor alegeri garantat suverane, în parte de pe o listă de propuneri ale Statthalter-ului / Landeschef-ului.
Însă în cazul ocupării locurilor din dieta țării nu existau alegeri generale și egalitare, ci un amestec de privilegii și de vot cenzitar la care puteau participa doar bărbații. Exemplul dat de Consiliul Imperial, care introdusese votul universal, egalitar și direct pentru bărbați la alegerile din 1907, nu a fost imitat de dietele regionale până în 1918.
Un caz particular era cel al Bosniei și Herțegovinei care nu aparținea nici de Cisleithania, nici de Transleithania, ci era administrată de Ministerul Imperial și Regal de Finanțe. Aici, prima dietă proprie a fost constituită în 1910, după ce teritoriul, deja ocupat din 1878, a fost oficial anexat în 1908.
Dieta provincială avea dreptul de a elabora și emite legislație în privința politicilor sociale, economice și de educație ale țării. Pentru a intra în vigoare, aceste legi aveau nevoie de aprobarea („sancțiunea”) împăratului, care era obținută prin intermediul Statthalter-ului, și de publicarea în ziarul oficial al fiecărei țări (Landesgesetzblatt; a nu se confunda Landesgesetzblatt, care era o publicație oficială provincială, cu Foaia legilor imperiale, care era o publicație oficială a întregii Cisleithanii).
Fiecare Dietă a Țării alegea din rândul membrilor ei un Landesausschuss — un comitet executiv sau un guvern provincial autonom al țării Coroanei. Landesausschuss-ul era prezidat de președintele dietei desemnat de împărat (numit în general Landeshauptmann; în Arhiducatul Austriei de sub Enns, Regatul Boemiei și Regatul Galiției și Lodomeriei se numea Landmarschall). Lui îi făcea contrapondere Landeschef-ul cezaro-crăiesc (numit și Statthalter sau Landespräsident) care era un reprezentant al împăratului și al guvernului central de la Viena.

În Austria Germană, vechile diete provinciale ale monarhiei au fost desființate în noiembrie 1918 și au fost înlocuite mai întâi prin adunări regionale provizorii (Provisorische Landesversammlungen) până când, la 10 noiembrie 1920, a intrat în vigoare constituția federală; succesoarelor dietelor provinciale istorice li s-au adăugat două noi parlamente regionale: unul în 1920 pentru Land-ul Viena și un altul în 1921 / 1922 pentru Burgenland.

## Lista dietelor

Harta Țărilor Coroanei Austro-Ungariei
1 Boemia
2 Bucovina
3 Carintia
4 Craina
5 Dalmația
6 Galiția și Lodomeria
7 Litoralul austriac până în 1861, apoi Orașul Triest cu regiunea lui, Istrien precum și Gorizia și Gradisca
8 Austria de sub Enns
9 Moravia
10 Salzburg
11 Schlesien
12 Stiria
13 Tirol
14 Austria de peste Enns
15 Vorarlberg
16 Ungaria (din 1867 a avut o dietă regală)
17 Croația-Slavonia (Sabor)
18 Bosnia și Herțegovina

Potrivit constituției imperiale din 1861, au fost constituite diete în următoarele țări și teritorii:
Coloana Membri: (între paranteze: numărul fixat prin legea din 1861)
Coloana r.: referințe
| Nr. | Țara Coroanei                            | Limbi de dezbatere            | Membri-  | r.     |
| --- | ---------------------------------------- | ----------------------------- | -------- | ------ |
| 08  | Dieta Austriei de sub Enns               | Germană                       | 066      | [ 5 ]  |
| 14  | Dieta Austriei de peste Enns             | Germană                       | 050      | [ 6 ]  |
| 10  | Dieta Ducatului Salzburg                 | Germană                       | 026 (20) | [ 7 ]  |
| 12  | Dieta Stiriei                            | Germană                       | 063 (39) | [ 9 ]  |
| 03  | Dieta Carintiei                          | Germană                       | 037 (33) | [ 11 ] |
| 04  | Dieta Crainei                            | Germană și slovenă            | 037      | [ 12 ] |
| 07  | Dieta orașului Triest(1)                 | Italiană                      | 054      | [ 13 ] |
| 07  | Dieta Istriei(1)                         | Italiană                      | 030      | [ 14 ] |
| 07  | Dieta comitatului Gorizia și Gradisca(1) | Italiană                      | 022      | [ 15 ] |
| 13  | Dieta Tirolului                          | Germană și italiană           | 068 (56) | [ 16 ] |
| 15  | Dieta Vorarlberg-ului(2)                 | Germană                       | 020      | [ 17 ] |
| 01  | Dieta Boemiei                            | Germană și cehă               | 241      | [ 18 ] |
| 09  | Dieta Moraviei                           | Germană și cehă               | 100      | [ 19 ] |
| 11  | Dieta Sileziei austriece                 | Germană                       | 031      | [ 20 ] |
| 06  | Dieta Galiției(3)                        | Poloneză                      | 150      | [ 21 ] |
| 02  | Dieta Bucovinei                          | Germană, ucraineană și română | 030      | [ 22 ] |
| 05  | Dieta Dalmației                          | Croată și italiană            | 043      | [ 23 ] |
| 18  | Dieta Bosniei și Herțegovinei            | Sârbă, croată și germană      | 092      | [ 24 ] |

(1) luate împreună drept Litoralul austriac în mod oficial până în 1861 și inoficial până în 1918; k.k.  Statthalter comun în Triest și un același organ de presă oficial pentru publicarea legilor regionale (Gesetzblatt), dar nu aveau legi comune: dieta orașului Triest era sfatul orașului (§ 1 RGBl. Nr. 20/1861, Blg. 2i); dieta comitatului Gorizia și Gradisca era în Gorizia, iar dieta Istriei în Parenzo (§ 9 ebd.); din 1861, cele trei țări ale Coroanei trimiteau împreună șase reprezentanți în Consiliul Imperial
(2) Tirol și Vorarlberg aveau împreună o singură Statthalterei în Innsbruck
(3) Regatul Galiției și Lodomeriei cu Marele Ducat al Cracoviei